# 茶山街道 (温州市)
茶山街道，中国浙江省温州市瓯海区下辖的一个街道。辖区面积30.64平方千米，总人口10.37万，其中户籍人口 3.24万，外来人口 6.51万。

## 历史沿革
明、清时属永嘉县德政乡十二、十三都，解放初期为温州市罗山乡，1958年，改为梧田人民公社茶山管理区，1961年改称茶山人民公社，1981年12月，瓯海建县，划归瓯海管辖，1983年复称茶山乡，1987年6月，改为茶山镇。2004年1月1日，撤销镇建制，改为茶山街道。

## 辖区
该街道辖有以下地区：
梅泉社区、茶山社区、茶二社区、睦霞社区、罗北社区、山根社区、茶山村、后村、河头村、洪殿村、新民村、罗山村、京山村、舜岙村、睦州垟村、山根村、罗胜村、霞岙村、罗丰村和银山村。

## 名胜古迹
有五美园、实际寺、香山寺、觉海寺、延寿寺以及明代户部尚书、大学士黄淮墓等。